# One Tree Hill (sæson 3)
Den tredje sæson af tv-serien One Tree Hill havde premiere i USA den 5. oktober 2005, og sæsonen fortsatte til 3. maj 2006. I Danmark blev den sendt fra den 10. juli 2006 – 8. august 2006.
| Fjernsyn | Spire Denne artikel om et tv-program er en spire som bør udbygges. Du er velkommen til at hjælpe Wikipedia ved at udvide den. |